# Der bunte Schleier (2006)
Der bunte Schleier (Originaltitel: The Painted Veil) ist ein Filmdrama aus dem Jahr 2006 von Regisseur John Curran mit Naomi Watts und Edward Norton in den Hauptrollen. Der Film basiert auf dem gleichnamigen Roman von William Somerset Maugham.

## Handlung
Kitty ist eine junge Frau aus der englischen Oberschicht. 1923 lernt sie auf einer Feier in London den Bakteriologen Walter Fane kennen, den sie später heiratet. Allerdings nicht aus Liebe, sondern aufgrund des Drucks von Seiten der Gesellschaft, insbesondere des Drängens ihrer Mutter. Kitty begleitet ihren Ehemann Walter 1925 nach Shanghai, wo er bei der Bekämpfung einer Epidemie helfen soll.
An einem Abend sind beide beim britischen Vizekonsul Charlie Townsend und seiner Frau eingeladen. Kitty verliebt sich in Charlie, dieser ist jedoch nicht bereit, für sie seine Frau zu verlassen. Walter bekommt die Affäre mit und stellt sie zur Rede. Er droht ihr, sich wegen Ehebruchs von ihr scheiden zu lassen, falls sie ihn nicht zu seinem von der Cholera verseuchten Einsatzort in einer ländlichen Region Chinas begleitet. Nach einiger Zeit bemerkt Kitty die Selbstlosigkeit ihres Mannes, die sie immer mehr beeindruckt. Sie bereut ihr egoistisches Verhalten und mit der Zeit verliebt sie sich von ganzem Herzen in ihren Mann.
Als bei ihr eine Schwangerschaft festgestellt wird, ist sie sich nicht sicher, ob Charlie oder Walter der Vater ihres Kindes ist. Walter sieht inzwischen darüber hinweg und verzeiht ihr. Gerade als alles ein glückliches Ende zu finden scheint und das Ehepaar versöhnt und verliebt ist, infiziert sich Walter mit der Cholera und stirbt. Kitty kehrt nach London zurück. Sie ist inzwischen ein anderer Mensch geworden. Als sie eines Tages zufällig Charlie über den Weg läuft, lehnt sie eine Einladung von ihm ab und geht mit ihrem Sohn allein weiter.

## Unterschiede zur Buchvorlage
- In die Filmhandlung sind Spannungen zwischen der Kolonialmacht und den Chinesen einbezogen, ausgelöst durch einen niedergeschlagenen Aufstand in Shanghai mit vielen Toten: Fane und seine Frau müssen zeitweilig bei ihren Wegen durch das Dorf von Soldaten beschützt werden. Der Einsatz des Arztes für die Kranken ist nicht immer willkommen. Die im Roman apathisch wirkende Bevölkerung wehrt sich aus religiösen Gründen massiv gegen hygienische Maßnahmen (Bestattung der Toten, Brunnenschließungen usw.). Auch die Aufnahme von Kindern ins Waisenhaus der französischen Nonnen und ihre Missionierung wird kritisiert.

- Der Roman beginnt mit Fanes Entdeckung der Affäre Kittys mit Charlie, der Film dagegen mit der zweiwöchigen Reise Fanes und seiner Frau mit Sänften ins Cholera-Dorf. Die jeweiligen Vorgeschichten erfährt man durch Rückblenden.

- Die im Roman als Möglichkeit angedeutete und durch den schnellen Tod des Arztes verhinderte Versöhnung wird im Film näher ausgeführt, mit Liebesnacht und Pflege des kranken Fane.

- Entsprechend der moralischen Erhöhung Kittys im Film fehlt die Tsching-Yen-Episode mit Charlie auf der Rückreise, ebenso das Bahamas-Projekt mit dem Vater.

## Hintergrund
- Die Dreharbeiten begannen im November 2005. Der Film wurde in Peking, Shanghai und Guangxi gedreht.
- Die Produktionskosten wurden auf rund 19,4 Millionen US-Dollar geschätzt. Der Film spielte in den Kinos weltweit rund 26,5 Millionen US-Dollar ein, davon rund 8 Millionen US-Dollar in den USA.[2]
- Kinostart in China war am 29. Dezember 2006, in den USA und Kanada am 19. Januar 2007. In Deutschland kam der Film nicht in die Kinos, sondern wurde am 19. Februar 2009 auf DVD veröffentlicht.

- Die Buchvorlage wurde zuvor bereits zweimal verfilmt: 1934 unter dem gleichen Titel Der bunte Schleier mit Greta Garbo in der Hauptrolle, sowie 1957 unter dem Titel Hongkong war ihr Schicksal (Originaltitel: The Seventh Sin).

## Kritiken
- Andreas Zankl schrieb auf schnitt.de: Der Film legt sein Hauptaugenmerk auf die geheimnisvolle und ambivalente Beziehung zwischen Walter und Kitty. […] Es geht vor allem darum zu zeigen, wie sich zwei Menschen, die eigentlich ihr Interesse zueinander verloren haben, wieder neu ineinander verlieben und die Nähe des Partners wieder zu schätzen lernen. […] Der Film möchte auf der einen Seite das entfremdete Ehepaar wieder Stück für Stück zueinanderführen, damit sie trotz der fremden Kultur einen Grund zum Wohlfühlen finden. Andererseits problematisiert er das schlechte Verhältnis zwischen Europäern und Asiaten und kann somit auch als eine Art Kritik an den vorherrschenden Machtverhältnissen verstanden werden.[3]

- Daniela Leistikow schrieb auf filmstarts.de: „The Painted Veil“ ist gefühlvolles Kino mit wundervollen Bildern und sehr guten Hauptdarstellern. Kleinere Schwächen im Plot und teilweise eigenartiges  Verhalten der Charaktere lassen einen Film, der großartig hätte sein können, etwas abrutschen, weil er die volle Aufmerksamkeit der Zuschauer nicht an jedem Punkt der Story halten kann.[4]

- Lexikon des Internationalen Films: Episches Beziehungsmelodram nach einer Erzählung von W. Somerset Maugham, detailverliebt ausgestattet, vorzüglich gespielt, klug mit einigen Rückblenden erzählt.[5]

## Auszeichnungen
Alexandre Desplat gewann einen Golden Globe Award 2007 in der Kategorie Beste Filmmusik, außerdem gewann er einen Los Angeles Film Critics Association Award 2006. Ron Nyswaner gewann einen National Board of Review Award 2006. Edward Norton gewann einen San Diego Film Critics Society Award 2006. Edward Norton und Ron Nyswaner wurden für einen Independent Spirit Award 2007 nominiert.